# Bédy-Goazon
 Bédy-Goazon è una città e sottoprefettura della Costa d'Avorio appartenente al dipartimento di Guiglo. Conta una popolazione di 16 872 abitanti (censimento 2014).